# Зимін Михайло Миколайович
Зимін Михайло Миколайович (5 серпня 1930, Нижній Новгород — 30 грудня 1991, Москва) — радянський актор театру і кіно, народний артист СРСР (1991).

## Біографія
Михайло Зімін народився Нижньому Новгороді. Його батько Микола Іванович Зимін працював на заводі, а мати Олександра Іванівна була домогосподаркою. У 16 років почав працювати слюсарем на військовому заводі. Потім вступив до Горьковського театрального училища і, закінчивши його, працював в Горьковському театрі драми. У 1952 році переїхав до Москви і вступив на третій курс школи-студії МХАТ (курс С. К. Бліннікова і С. А. Герасимова).
З 1954 року почався його творчий шлях у МХАТі, де Михайло Миколайович грав центральні ролі в репертуарі: Ніл («Міщани»), Бахір («Битва в дорозі»), Лопахін («Вишневий сад»), Крилов («Іду на грозу»), Войницький («Дядя Ваня»), Мишлаєвський («Дні Турбіних»), Ростань («Село Степанчиково»), Кола Брюньйон («Кола Брюньйон»), Собакевич («Мертві душі»), Батарцев («Засідання парткому»), Курослепов («Гаряче серце»), Франсиско Гойя («Сон розуму») та інші. У 1957 році Михайло Зімін перейшов до Олега Єфремова в «Современник», де грав у виставі «Вічно живі» Віктора Розова роль Бороздіна-батька.
У кіно Михайло Миколайович почав зніматися в 1959 році. Найкращі його фільми: «Капронові мережі», «Пароль не потрібен», «Квіти запізнілі», «Село Степанчиково та його мешканці», «Дим вітчизни», «Демідови». Михайло Миколайович дуже багато і плідно працював на радіо, записав на платівку казку Кіплінга «Рікі-Тікі-Таві».
У 1987 році відбувся розкол МХАТу. Михайло Зімін перейшов у МХАТ імені Горького під керівництвом Тетяни Дороніної, де ним були зіграні ролі: Симеонов-Пищик у «Вишневому саді», Росс у «Макбет», Гусь у «Зойкіній квартирі», Крутицький у «На всякого мудреця досить простоти». У виставах «На дні» (роль Бубнова) і «Мертві душі» (роль Собакевича) він грав зі своєю дочкою Марією Зіміною. Проте актор дуже важко переживав розкол МХАТу, його творче життя пішло на спад.
Помер у 1991 році від хвороби легенів. Похований на Востряковському кладовищі.

## Нагороди
- Почесне звання «Народний артист СРСР».

- Почесне звання «Народний артист РРФСР»

## Фільмографія
- 1959 — Золотий ешелон — Ромашкін
- 1962 — Капронові сіті — Візунов
- 1965 — До уваги громадян та організацій — Вадим Костянтинович Конєв, журналіст
- 1967 — Пароль не потрібен — Микола Іванович Ванюшин
- 1967 — Про дива людські
- 1968 — Борсуки (фільм-спектакль) — Юда, зелений
- 1968 — Доживемо до понеділка — Микола Борисович, директор школи
- 1968 — Поема про сокиру (фільм-спектакль) — Євдоким, коваль
- 1969 — На порозі (фільм-спектакль)
- 1969 — Сувора дівчина (фільм-спектакль) — Коваленков, заводський майстер
- 1969 — Квіти запізнілі (фільм-спектакль) — доктор Топорков
- 1970 — Два дні чудес — Федотов, пацієнт на прийомі
- 1971 — Комунари (фільм-спектакль) — Фіалков
- 1971—1972 — День за днем — Михайло Миколайович, начальник лабораторії
- 1972 — Любити людину — Михайло Миколайович Богачов
- 1973 — Друзі мої… (кіноальманах) — відвідувач чайної
- 1973 — Призначення — Оленко
- 1973 — Село Степанчиково і його мешканці (фільм-спектакль) — Єгор Ілліч Ростань
- 1975 — Ар-хі-ме-ди! — Федір Миколайович Метьолкін
- 1975 — Здобудеш у бою — Даниленко
- 1976 — Білий Бім Чорне вухо — Семен Петрович
- 1976 — Червоне і чорне — пан Валено
- 1976 — Народжена революцією — директор заводу
- 1976 — Сибір — полковник
- 1977 — Засідання парткому (фільм-спектакль) — Батарцев Павло Омелянович, керуючий будівельним трестом
- 1977 — Любов Ярова (фільм-спектакль) — протоієрей
- 1977 — Власна думка — Кашкін, заступник цеху
- 1978 — Наказ номер один (фільм-спектакль) — Проклов
- 1979 — Вигідний контракт — Крилов Андрій Іванович, голова Зовнішторга
- 1979 — Мертві душі (фільм-спектакль) — Собакевич
- 1979 — Світ у трьох вимірах
- 1979 — Москва сльозам не вірить — дядько Льоша
- 1980 — На початку славних справ — князь Роман Борисович Буйносов
- 1980 — Дим Вітчизни — Михайло Васильович Ломоносов
- 1980 — Цей фантастичний світ. Випуск 3 (фільм-спектакль)
- 1980 — Розповідь невідомої людини
- 1980 — Юність Петра — князь Роман Буйносов
- 1982 — Сонячний вітер — Олексій Іванович Рясенцев, підполковник медслужби
- 1982 — Формула світла
- 1982 — Приватне життя — Вадим Андрійович, начальник Абрикосова
- 1983 — Демидови — Вяземський
- 1984 — Лев Толстой — гість Толстого, піаніст
- 1984 — Дуже важлива персона — Іван Сергійович
- 1985 — Груба посадка — прокурор флоту
- 1985 — Лиха беда начало — Сергій Сергійович Горбонос, директор взуттєвої фабрики
- 1985 — Улюбленець публіки — директор столичного цирку
- 1985 — Новосілля (фільм-спектакль) — Агібалов
- 1985 — Дорівнює чотирьом Франціям (фільм-спектакль) — Серебренніков, другий секретар крайкому
- 1987 — У нетрях, де ріки біжать… — отець Джон
- 1987 — Шура і Просвирняк — Олексій Єгорович Петров, міністр
- 1990 — Ворог народу — Бухарин — директор гімназії
- 1991 — Собаче щастя — директор школи